# Petrophora chlorosata
Petrophora chlorosata là một loài bướm đêm trong họ Geometridae.

## Hình ảnh

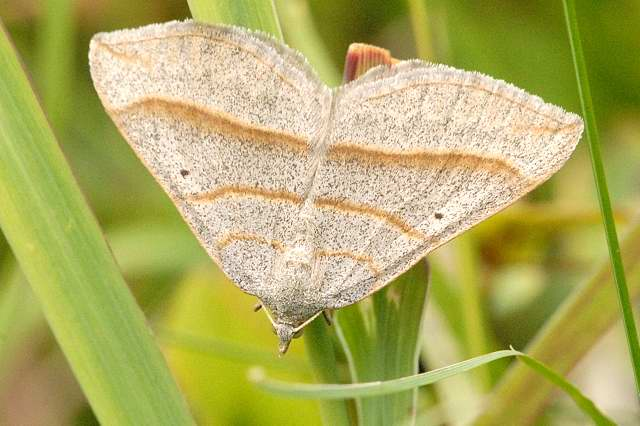
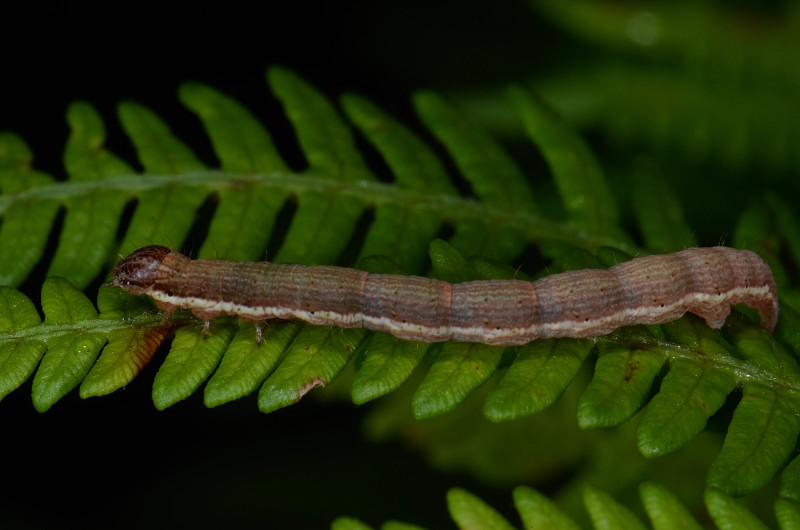
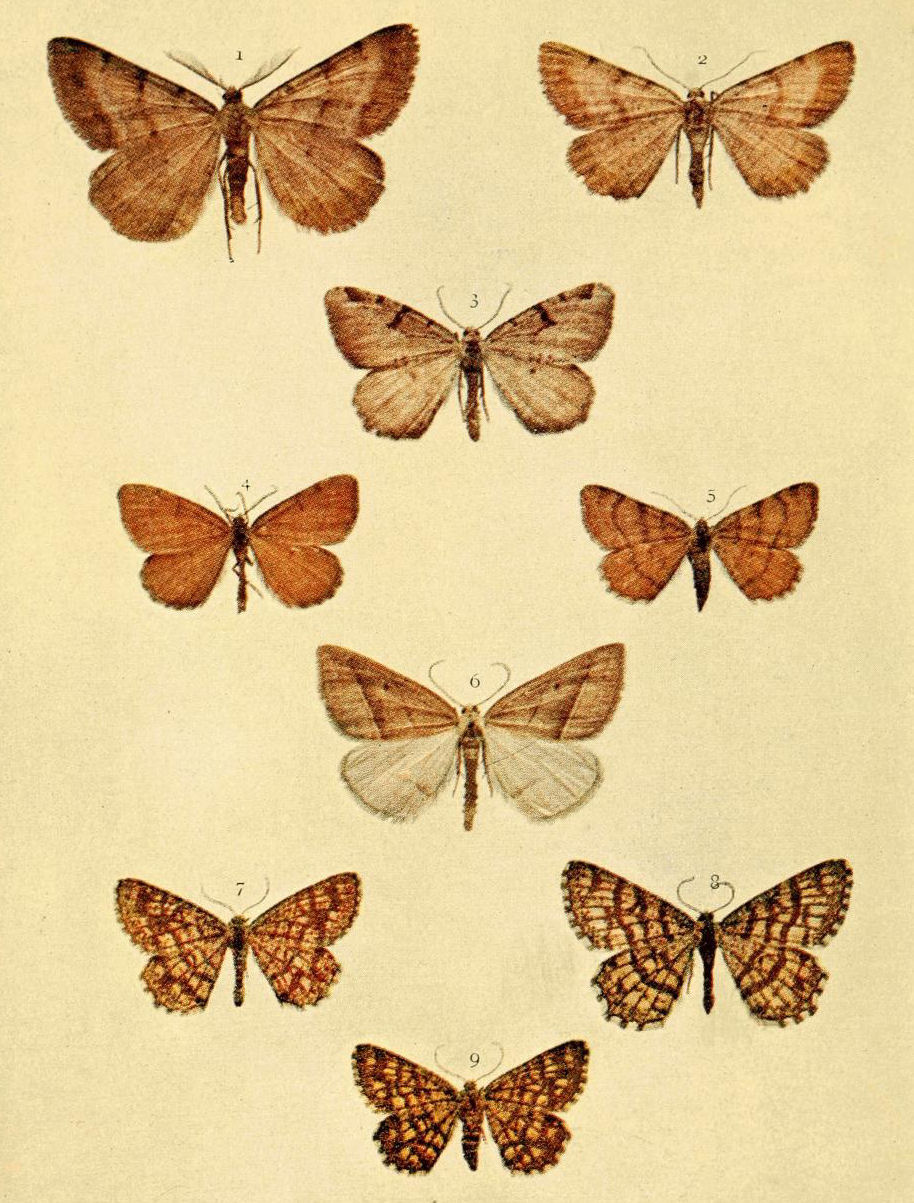
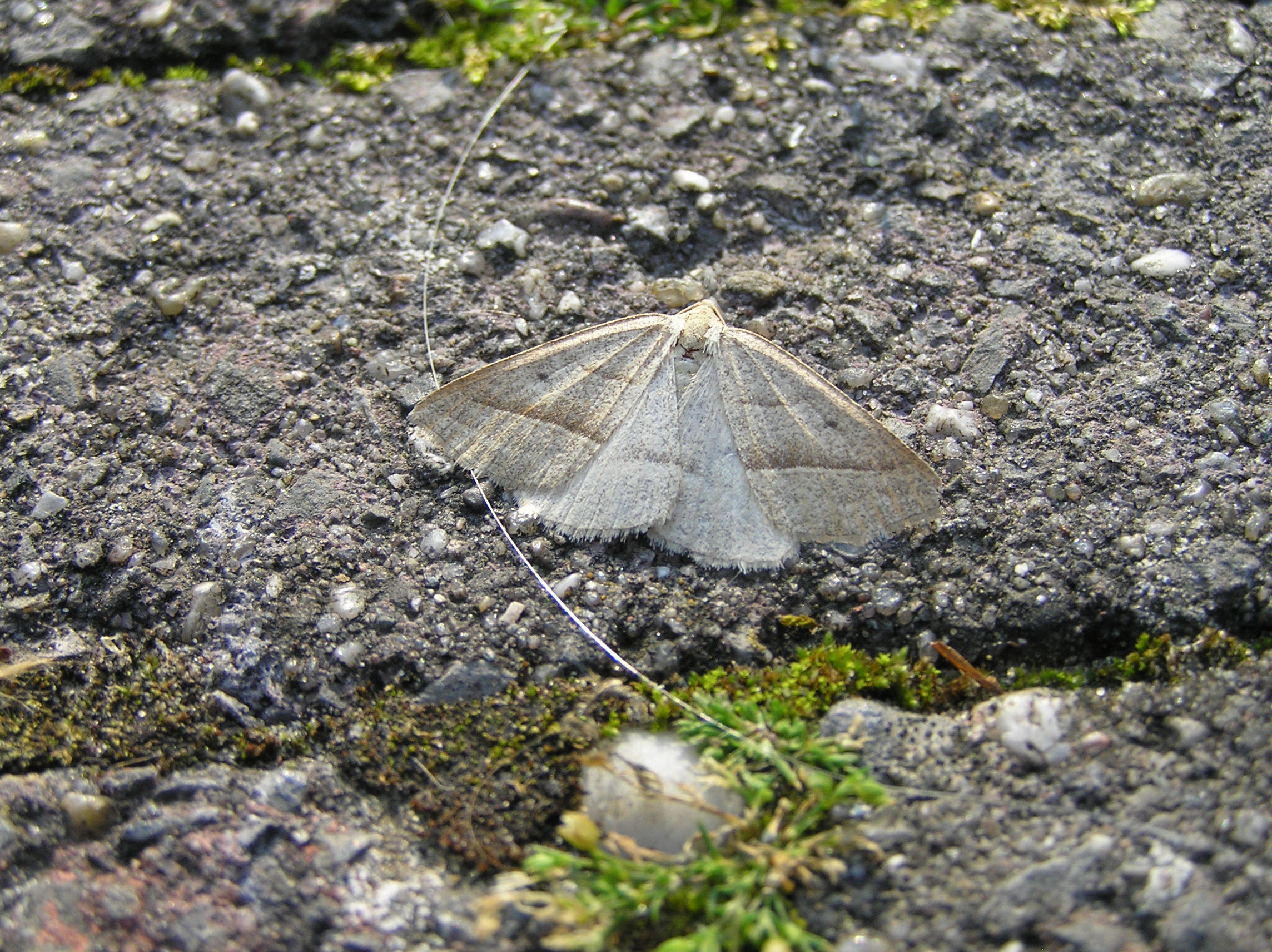